# ولی ویو (تگزاس)
ولی ویو، تگزاس(به انگلیسی: Valley View, Texas) شهری در ایالت تگزاس از ایالات جنوبی ایالات متحده آمریکا است. در سرشماری سال ۲۰۰۰، جمعیت این شهر ۷۳۷ نفر اعلام شد.

## نگارخانه

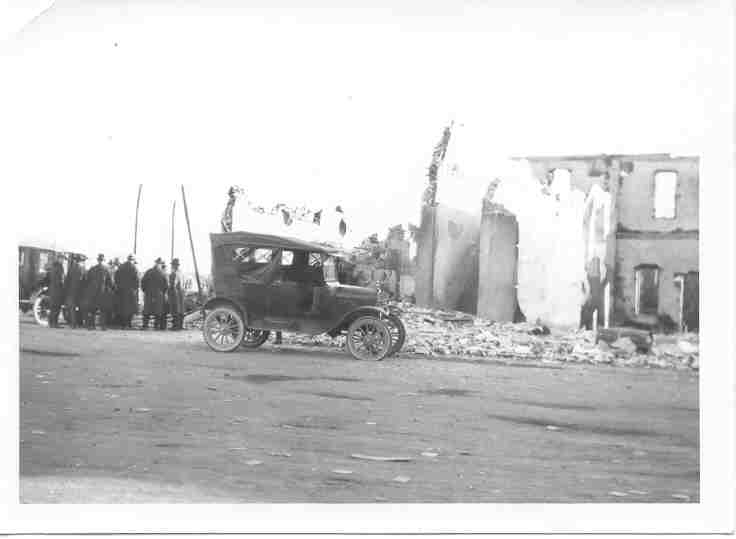